# Choi Sook-ie
Choi Sook-ie (kor. 최숙이 ;ur. 17 lutego 1980) – południowokoreańska judoczka. Olimpijka z Aten 2004, gdzie zajęła siódme miejsce w wadze ciężkiej.
Brązowa medalistka mistrzostw świata w 1999. Wicemistrzyni igrzysk azjatyckich w 2002. Trzecia na igrzyskach Azji Wschodniej w 2001. Zdobyła pięć medali na mistrzostwach Azji w latach 2000 – 2004. Druga na uniwersjadzie w 2001 i trzecia na akademickich MŚ w 1998 roku.

## Letnie Igrzyska Olimpijskie 2004
| Konkurencja | Rundy eliminacyjne        | Repasaże              | Repasaże                 | Repasaże                  | Klas. końcowa |
| Konkurencja | Przeciwnik I              | Przeciwnik I          | Przeciwnik II            | Przeciwnik III            | Miejsce       |
| ----------- | ------------------------- | --------------------- | ------------------------ | ------------------------- | ------------- |
| 70 kg       | Tea Donguzaszwili (RUS) P | Samah Ramadan (EGY) Z | Barbara Andolina (ITA) Z | Maryna Prokofjewa (UKR) P | 7.            |